# Pontinus rathbuni
Pontinus rathbuni és una espècie de peix pertanyent a la família dels escorpènids.
Fa 25 cm de llargària màxima. Té un teixit glandular suposadament verinós a les espines de les aletes. És un peix marí, demersal i de clima subtropical que viu fins als 146 m de fondària. Es troba a l'Atlàntic occidental: des de Virgínia (els Estats Units) i les Bahames fins a Veneçuela. És verinós per als humans.